# Réda Ryahi
Réda Ryahi est un ancien footballeur international marocain né le 1er juillet 1972 à El Jadida. Il évoluait au poste de milieu de terrain.

## Biographie
Réda Ryahi joue principalement en faveur du Raja Club Athletic et du Difaâ d'El Jadida.
Au cours de sa carrière, il remporte notamment deux Ligue des champions de la CAF en 1997 et 1999 avec le Raja et reçoit 8 sélections en équipe du Maroc. En 1998, il est désigné meilleur joueur du Maroc en 1998. En 2000, il participe avec le Raja CA à la première coupe du monde des clubs organisée au Brésil.
Il est désigné meilleur joueur marocain de l'année 2008 par le magazine sportif marocain Planète Sport.

## Carrière

### En club
- 1989-1997 :  Difaâ d'El Jadida
- 1997-2000 :  Raja Club Athletic
- jan 1999-juin 1999 :  Sharjah SC (prêt)
- 2000-2001 :  Göztepe Izmir
- 2001-2004 :  Al-Dhafra
- 2004-2010 :  Difaâ d'El Jadida

### Sélections en équipe nationale
| Caps | Date       | Match                | Lieu               | Score | Compétition    |
| 1    | 17/01/1996 | Maroc - Arménie      | Vitrolles (France) | 6 - 0 | Amical         |
| 2    | 07/02/1996 | Maroc - Luxembourg   | Rabat              | 2 - 0 | Amical         |
| 3    | 22/04/1998 | Bulgarie - Maroc     | Sofia              | 2 - 1 | Amical         |
| 4    | 03/10/1998 | Maroc - Sierra Leone | Casablanca         | 3 - 0 | Elim. CAN 2000 |
| ---- | ---------- | -------------------- | ------------------ | ----- | -------------- |

## Palmarès
- Vainqueur de la Ligue des champions de la CAF en 1997 et 1999 avec le Raja CA.
- Champion du Maroc en 1998, 1999 et 2000 avec le Raja CA.
- Joueur de l'année au Championnat du Maroc en 1997